# New Moon (romanzo)
New Moon è il secondo libro della Saga di Twilight di Stephenie Meyer, pubblicato il 6 settembre 2006 negli Stati Uniti e il 27 aprile 2007 in Italia.
Il lungometraggio tratto dal libro dal titolo The Twilight Saga: New Moon di cui la casa di distribuzione cinematografica Summit Entertainment detiene i diritti (come di tutti i film relativi alla serie di libri), è uscito in contemporanea nei cinema di tutto il mondo il 18 novembre 2009.

## Trama
Isabella Swan partecipa alla festa per il suo diciottesimo compleanno organizzata da Alice Cullen. Per errore finisce col tagliarsi un dito con della carta da regalo, scatenando la sete incontrollabile di Jasper. Edward interviene per proteggerla dall'attacco fermando Jasper ma ferendola suo malgrado. In seguito, si rende conto che per Bella non è più un bene avere contatti con lui o la sua famiglia. Così chiede ai Cullen di lasciare Forks e fornisce a Bella diverse motivazioni nella speranza che lei lo dimentichi e viva una vita felice dopo la sua partenza. Bella crede a Edward e si convince che lui non l'ami più, cadendo in una profonda depressione. Dopo circa sei mesi, Bella esce parzialmente da questa crisi grazie all'amicizia di Jacob Black. Amicizia che viene però ben presto messa a rischio da un nuovo segreto: Jacob Black ha sviluppato il gene del licantropo, nemico naturale dei vampiri, e deve allontanarsi da lei.
Bella viene a conoscenza di questo segreto e i due ragazzi ricominciano a frequentarsi. Desiderosa di rivedere il suo amato, Bella, con la complicità di Jacob, si dà a passatempi pericolosi. Infatti mettere a repentaglio la propria vita le provoca scariche di adrenalina e allucinazioni uditive e visive molto reali di Edward. Dopo qualche tempo, Alice torna a Forks poiché, a causa delle sue visioni, interpreta un tuffo da uno scoglio come un tentativo di suicidio di Bella. Edward telefona a casa di Bella per informarsi sull'accaduto, ma a causa di una conversazione equivoca con Jacob, crede che Bella sia morta. Per la disperazione Edward si reca in Italia, a Volterra, allo scopo di farsi uccidere dai Volturi, i detentori delle leggi vampiresche.
I Volturi si rifiutano di uccidere un possibile alleato tanto promettente, ma Edward trova un espediente per assicurarsi la loro reazione: decide di esporsi deliberatamente alla luce diretta del sole davanti a centinaia di persone, cosa che rivelerebbe la sua natura sovrannaturale. Alice e Bella riescono a raggiungere Volterra e a fermare Edward prima dell'intervento dei Volturi. Questi, ormai a conoscenza della loro relazione, avvertono Edward che il legame con la ragazza umana verrà tollerato a patto che la trasformi presto in vampira. Rassicurati da Edward e dalle visioni di Alice, i Volturi li lasciano andare. Tornati a casa, Edward rassicura Bella sul fatto che l'ama profondamente. Bella alla fine capisce che è la verità, e chiede ad Edward di trasformarla subito in vampira. Lui è contrario all'idea, ma alla fine decide di farle questa concessione a patto che la ragazza gli conceda la sua mano. Bella ha qualche tentennamento a dire di sì a causa della sua giovane età e lascia la discussione in sospeso.

## La copertina
Al contrario degli altri libri, l'autrice non è stata coinvolta nella scelta della copertina di New Moon. All'inizio Stephenie Meyer aveva proposto l'immagine di un orologio, dato che il tempo è un tema chiave del romanzo. I grafici che hanno scelto il tulipano, invece, hanno voluto sottolineare il tema della perdita attraverso l'immagine dei petali che si staccano dal fiore. I petali sono anche un'allusione alla goccia di sangue che Bella perde nel primo capitolo, quando si taglia il dito.

## Versioni cinematografiche
Dal romanzo è stato tratto un adattamento cinematografico, uscito nelle sale il 18 novembre 2009. Le riprese del film sono iniziate il 16 marzo 2009 a Vancouver e dal 18 al 29 maggio si sono svolte in Italia. I protagonisti (Kristen Stewart, Robert Pattinson e Taylor Lautner) sono gli stessi del precedente Twilight.
Le scene che prevedono come location l'Italia non si sono svolte come nel libro a Volterra ma a Montepulciano, sempre in Toscana, per motivi di comodità.

## Edizioni
- Stephenie Meyer, New Moon, traduzione di Luca Fusari, collana Lain Books, Fazi Editore, 2007,  p. 444, ISBN 978-88-7625-028-6.